# Ria van Velsen (Schwimmerin)

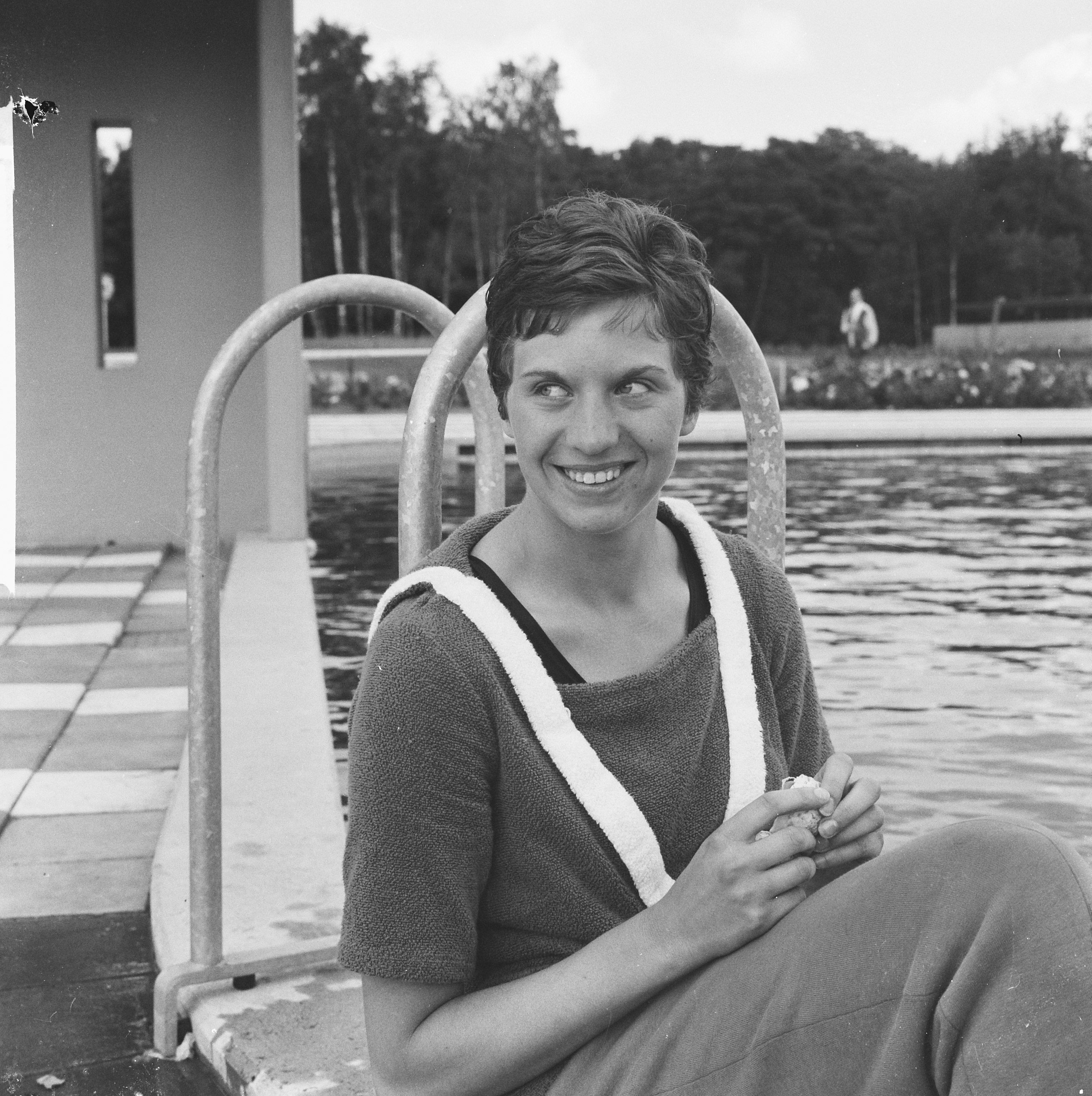
Ria van Velsen (1962)

Maria „Ria“ Martina van Velsen, nach Heirat Maria Racké, (* 22. März 1943 in Den Haag) ist eine ehemalige niederländische Schwimmerin. Sie war 1962 Europameisterin im 100-Meter-Rückenschwimmen.

## Karriere
Ria van Velsen stellte von 1958 bis 1962 insgesamt sieben Europarekorde im 100-Meter-Rückenschwimmen auf, wobei sie zwischenzeitlich von den Britinnen Judy Grinham und Natalie Steward unterboten wurde. 1963 wurde sie von der Französin Christine Caron als Europarekordlerin abgelöst. Vier ihrer Europarekorde waren auch Weltrekorde. Als Weltrekordlerin wurde sie 1960 von Lynn Burke aus den Vereinigten Staaten abgelöst.
Bei Beginn der Olympischen Spiele 1960 in Rom war bereits Lynn Burke Weltrekordlerin. Ria van Velsen qualifizierte sich in den Vorläufen mit der nach Burke zweitschnellsten Zeit für das Finale. Im Endlauf siegte Burke vor Steward und der Japanerin Satoko Tanaka. Ria van Velsens Vorlaufzeit hätte für die Bronzemedaille ausgereicht. Sie schwamm aber eine Sekunde langsamer als im Vorlauf und belegte den siebten Platz. Die niederländische 4-mal-100-Meter-Lagenstaffel mit Ria van Velsen, Ada den Haan, Tineke Lagerberg und Erica Terpstra qualifizierte sich mit der schnellsten Vorlaufzeit für das Finale. Im Finale schwamm Marianne Heemskerk für Tineke Lagerberg auf der Schmetterlingslage. Es siegte die Staffel aus den Vereinigten Staaten vor den Australierinnen. Dahinter wiesen die Deutschen als Dritte, die Niederländerinnen als Vierte und die Britinnen als Fünfte die gleiche Zeit von 4:47,6 Minuten auf.
Zwei Jahre später bei den Schwimmeuropameisterschaften 1962 in Leipzig gewannen die Niederländerinnen im 100-Meter-Rückenschwimmen Gold und Silber. Es siegte Ria van Velsen vor Corrie Winkel und Veronika Holletz aus der DDR. In der 4-mal-100-Meter-Lagenstaffel belegten Ria van Velsen, Klenie Bimolt, Ada Kok und Ineke Tigelaar den zweiten Platz hinter der Staffel aus der DDR.
1964 trat Ria van Velsen bei den Olympischen Spielen in Tokio nur noch im Rückenschwimmen an und belegte den 19. Platz in der Qualifikation. Nur die besten acht Schwimmerinnen erreichten das Finale. Im Staffelwettbewerb trat Corrie Winkel an.
Ria van Velsen schwamm für den Verein ZIAN aus Den Haag.